# Opel Frogster
La Opel Frogster è una concept car prodotta dalla Opel e presentata al Salone dell'automobile di Francoforte nel 2001
La vettura poteva essere trasformata da cabriolet a roadster oppure trasformarsi in un pick-up intervenendo su un computer palmare installato tra i due sedili anteriori. Non venne posta in produzione.

## Tecnologia
La Frogster vantava numerose nuove tecnologie non ancora utilizzate nelle automobili di serie. Tramite un computer palmare inserito tra i due sedili anteriori si potevano controllare molte delle funzioni dell'auto. Anche il tipo di carrozzeria poteva essere variato su richiesta.
Era equipaggiata con un propulsore Ecotec da 1.0 litri di cilindrata che erogava 58 hp (43 kW) ed era dotata di un cambio robotizzato Easytronic.
La Frogster prendeva il nome da un'automobile Opel degli anni venti detta Laubfrosch (in italiano Ranocchio).